# جو أندرسون
جو أندرسون (بالإنجليزية: Joe Anderson)‏ (13 أكتوبر 1989 المملكة المتحدة - ) هو لاعب كرة قدم بريطاني يلعب كمدافع.

## روابط خارجية
- جو أندرسون على موقع قاعدة بيانات كرة القدم.إي يو (الإنجليزية)
- جو أندرسون على موقع Soccerbase.com (لاعب) (الإنجليزية)
- جو أندرسون على موقع Soccerway.com (الإنجليزية)